# Postęp w rolnictwie
Uzasadnienie:  Pojęcia wydają się toższame, wystarczy jeden artykuł o postępie w rolnictwie
Uzasadnienie:  Jw.
Postęp w rolnictwie – jest definiowany jako zmiany ilościowe i jakościowe, oznaczające zmniejszenie społecznych nakładów pracy na jednostkę produktu żywnościowego i osiąganie wyższych form organizacji społeczeństwa wiejskiego.
Według Słownika Języka Polskiego – „postęp to ciąg procesów, zmian zmierzających ku stanowi coraz doskonalszemu, coraz lepszemu”. Postęp oznacza zachowanie progresywne, rozwojowe, wzrostowe, powodujące zastępowanie rzeczy starych nowymi, otwartość na nowe idee, kształtowanie postawy sprzyjające wchłanianiu rozwiązań innowacyjnych.

## Pojęcie postępu w rolnictwie według autorów polskich
Według Czesława Maziarza – „Postęp w rolnictwie oznacza to wszystko, co wprowadza się do produkcji rolniczej i do życia społecznego wsi jako nowe w danym miejscu i w danym czasie jako racjonalne, w celu uzyskania wyższych efektów produkcyjno-ekonomicznych, podnoszenia poziomu kultury i dobrobytu”.
Według Leona Lewandowskiego i Jana Góreckiego – „Pod pojęciem postępu w rolnictwie należy rozumieć wszelkie zmiany dokonywane w kierunku podnoszenia poziomu techniki i ekonomiki gospodarowania, poziomu warunków materialnych i kulturalnych ludności rolnicze. Postęp w rolnictwie polega na ulepszaniu i racjonalnym stosowania środków produkcji”.
Marek Niewęgłowski – „Postęp w rolnictwie definiuje się jako proces kierunkowych przemian, w toku którego następuje przechodzenie obiektów danego rodzaju od niższych, mniej doskonałych form lub stanów ku wyższym, doskonalszym formom”.
Alvin Bertrand, Zbigniew T. Wierzbicki – „Postęp w rolnictwie to nowa idea, koncepcja czy pomysł dotyczący usprawnienia wszelkich procesów produkcyjnych, zabiegów wokół gospodarstwa rolnego i domowego, jak również wszelkich urządzeń ułatwiających pracę bądź zwiększających jej efektywność”.

## Rodzaje postępu w rolnictwie
Wyróżnia się następujące rodzaje postępu w rolnictwie:
- postęp biologiczny – uzyskuje się dzięki doskonaleniu odmian i ras zwierząt, poprzez racjonalne stosowanie nauk przyrodniczych;
- postęp produkcyjny – oznacza ilościowe i jakościowe zwiększenie zdolności wytwórczych rolnictwa i osiąganie wyższej jakości, której miarą jest ilość produktu na jednostkę powierzchni użytkowanej rolniczo;
- postęp techniczny – wzrost wydajności pracy dzięki zastąpieniu pracy żywej pracą maszyn i urządzeń technicznych;
- postęp technologiczny – oznacza proces zmian rozwojowych techniki wyrażający się przez wprowadzenie do procesu produkcji technologii oraz lepsze wykorzystanie istniejących zasobów;
- postęp ekonomiczny – wyrażony stosunkiem kosztów produkcji do jej wartości; stosunek ten wyznacza większość dochodu ludności, a tym samym rozstrzyga o poziomie dobrobytu ludności rolniczej;
- postęp organizacyjny – wyznacza określoną zmianę organizacje pracy, produkcji i sposobów zarządzania zmierzającą do osiągnięcia lepszych efektów gospodarczych;
- postęp społeczny – oznacza rozwój społecznych stosunków produkcji i racjonalny podział pracy w rolnictwie;
- postęp w agrobiznesie – zmiany techniczne, organizacyjne i społeczne w korporacjach żywnościowych, w wyniku których wytwarzanie dóbr materialnych i usług w agrobiznesie staje się bardziej efektywne.

## Czynniki postępu w rolnictwie
Wśród czynników postępu rolniczego wyróżnia się czynniki materialne i pozamaterialne. Do czynników materialnych zalicza się:
- warunki przyrodnicze – jakość gleby, warunki klimatyczne, stosunki wodne, rzeźba terenu;
- technika i środki produkcji – energia, maszyny, narzędzia, materiały, surowce, wytwory;
- polityka ekonomiczna – polityka rolna, polityka dochodowa, polityka żywnościowa, kształtowanie ustroju rolnego, prawo rolne, nakłady inwestycyjne, ceny, kredyty, podatki, ubezpieczenia;
- infrastruktura techniczna wsi – sieć energetyczna, wodno-kanalizacyjna, gazowa, drogowa.

Do czynników pozamaterialnych zlicza się:
- czynnik ludzki – wiedza, umiejętności, aktywność, zdrowie, wytrwałość, cechy moralne i predyspozycje psychiczne;
- system nauki rolniczej, kształt jednostek naukowo-badawczych, sieć doświadczalnictwa rolniczego;
- struktura oświaty rolniczej – rodzaje szkół rolniczych stopnia średniego i wyższego, sieć szkolna, formy szkolne i pozaszkolne;
- sieć audiowizualna – dostęp do środków masowego przekazu – prasy, radia, telewizji, internetu, kina, książek, bibliotek i placówek oświatowych;
- działalność upowszechnieniowa – organizacji i instytucji rolniczych, jednostek państwowych i społecznych.